# Cam Lợi
Cam Lợi là một phường cũ thuộc thành phố Cam Ranh, tỉnh Khánh Hòa, Việt Nam.
Phường Cam Lợi có diện tích 1,01 km², dân số năm 2000 là 9.357 người, mật độ dân số đạt 9.264 người/km².

## Hành chính
Phường Cam Lợi được chia thành 9 tổ dân phố gồm: Lợi Hòa, Lợi Hiệp, Lợi Phúc, Lợi Thọ, Lợi Hưng, Lợi Thịnh, Lợi Thủy, Lợi Hải, Lợi Phú.